# Gonomyia (Gonomyia) delicata
Gonomyia (Gonomyia) delicata is een tweevleugelige uit de familie steltmuggen (Limoniidae). De soort komt voor in het Neotropisch gebied.